# Kendall Coyne Schofield
Kendall Coyne Schofield (Palos Heights, Illinois, Estados Unidos; 25 de mayo de 1992) es una jugadora de hockey sobre hielo estadounidense que juega actualmente en la PWHPA como delantera. Es la capitana de la selección de Estados Unidos, con la que ha ganado la medalla de oro en los Juegos Olímpicos de Pieonchang 2018, la medalla de plata en Sochi 2014 y 6 Campeonatos Mundiales.

## Palmarés

### Internacional
- Juegos Olímpicos de Invierno: 
  - Oro: Pyeonchang 2018
  - Plata: Sochi 2014, Pekín 2022

- Campeonato Mundial:
  - Oro: 2011, 2013, 2015, 2016, 2017, 2019
  - Plata: 2012, 2021

- Campeonato Mundial Sub-18: 
  - Oro: 2008, 2009
  - Plata: 2010

### Individual

#### NCAA
- Premio Patty Kazmaier: 2016
- Segundo equipo de la CCM Hockey Women's Division I All-Americans: 2012-13, 2015

#### Hockey East
- Novata de la Semana del Hockey East: semana del 31 de octubre de 2011
- Novata de la Semana del Hockey East: semana del 28 de noviembre de 2011
- Jugadora del Mes del Hockey East: noviembre de 2011
- Novata de la Semana del Hockey East: semana del 23 de enero de 2012
- Jugadora de la Semana del Hockey East: enero de 2012
- Primer equipo All-Star: 2014-15

#### USA Hockey
- Jugadora del Partido: Estados Unidos vs. Finlandia (12 de noviembre de 2011)
- Jugadora del Partido: Estados Unidos vs. Rusia (1 de abril de 2017)
- Jugadora del Partido: Estados Unidos vs. Alemania (6 de abril de 2017)
- Top 3 Jugadoras del Torneo: Mundial 2017
- Equipo All-Star de los medios de comunicación del Campeonato Mundial: 2019
- Directorate Award: 2019
- Jugadora del Año Bob Allen: 2019

## En la cultura popular
El 11 de julio de 2018, Coyne se convirtió en la primera mujer en jugar en la Chicago Pro Hockey League, una liga que cuenta con 80 jugadores profesionales y 80 amateurs.
El 25 de enero de 2019, fue nombrada como la sustituta de Nathan MacKinnon en la competición del Patinador más rápido del NHL All-Star Game. Coyne se convirtió en la primera mujer en competir en un NHL All-Star Game. Quedó de séptima con un tiempo de 14,326 segundos, tan solo 0,948 segundos más lenta que el primer clasificado.
Coyne también fue invitada a participar en la siguiente edición del NHL All-Star Game. En 2020 fue la primera vez que se formó un evento exclusivamente femenino, el 3 contra 3 entre las mejores jugadoras de Canadá y de Estados Unidos.

## Vida privada
Coyne se casó con el jugador de fútbol americano Michael Schofield en julio de 2018. Estudiaron en el mismo instituto, pero comenzaron a salir cuando ambos estaban en la universidad.

## Filmografía
- 2024. Inside Out 2 (Narrador de Hockey)[6]